# .az
.az este un domeniu de internet de nivel superior, pentru Azerbaidjan (ccTLD).